# New Jersey Devils
Los New Jersey Devils (en español, Diablos de Nueva Jersey) son un equipo profesional de hockey sobre hielo con sede en Newark, Nueva Jersey. Compiten en la División Metropolitana de la Conferencia Este de la National Hockey League (NHL) y disputan sus partidos como locales en el Prudential Center.
Los diablos han ganado la Copa Stanley tres veces. El equipo se fundó en Kansas City (Misuri) en 1974, fueron trasladados a Denver, Colorado después de solamente dos temporadas, el club se trasladó a Nueva Jersey en 1982. Bajo el mando del director general actual Lou Lamoriello, los diablos han finalizado primeros en 7 de las últimas 9 temporadas y participado en 17 ocasiones en los playoff.
Luego de su movimiento a Nueva Jersey, los diablos han jugado sus juegos de local en la Continental Airlines Arena. En 2007, se espera que el equipo se traslade al Prudential Center, que se está construyendo en la ciudad de Newark. Tienen rivalidades con sus vecinos del río Hudson, los New York Rangers, y con Philadelphia Flyers, como los devils o los flyers han ganado el título de la división atlántico cada temporada desde 1995.

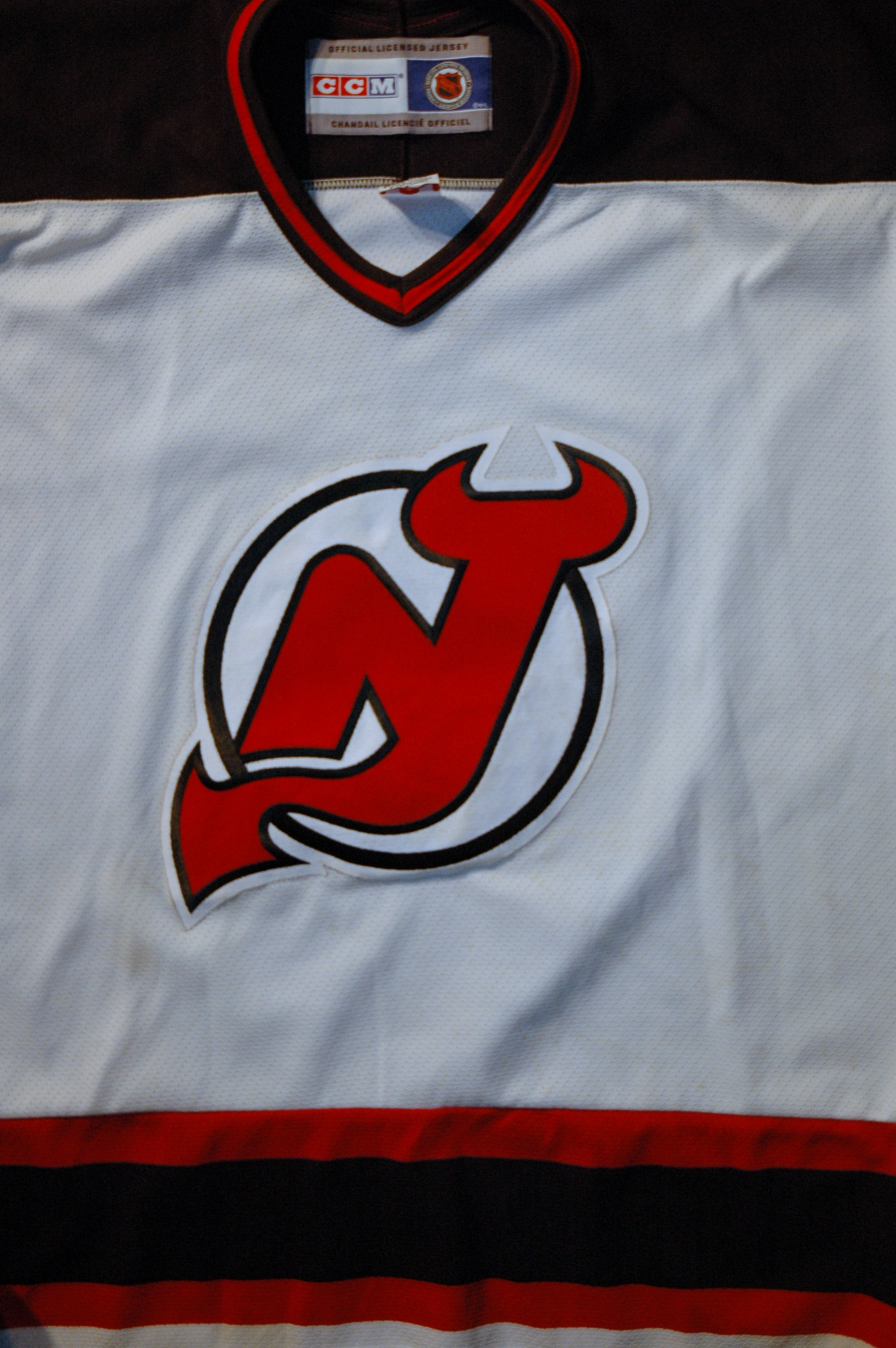
El logo de los New Jersey Devils.

## Historia de la franquicia

### Kansas City y Colorado
En 1974, la NHL terminó su primer período de extensión agregando a equipos en Kansas City (Misuri) y Washington D. C. Kansas City debía ser llamado los Mohawks, puesto que el área metropolitana de Kansas City incluye porciones de Misuri y de Kansas. Sin embargo, los Chicago Black Hawks se opusieron a la semejanza. Retitularon al equipo los Scouts después de una estatua en la ciudad.
El 9 de octubre de 1974, los Scouts pisaron el hielo por primera vez en Toronto y perdieron 6-2 ante Toronto Maple Leafs. Debido a un problema que era sostenido en la Kemper Arena que iba a estrenar Kansas City, forzaron a los scouts a esperar nueve juegos antes de hacer su debut en casa. Aunque perdieron ese juego ante los Black Hawks 4-3, la siguiente noche batieron al recién llegado, los Washington Capitals por 5-4. Los scouts no pudieron calificar a la segunda fase en todas las temporadas en Kansas City y ganaron solamente 27 de 160 juegos.

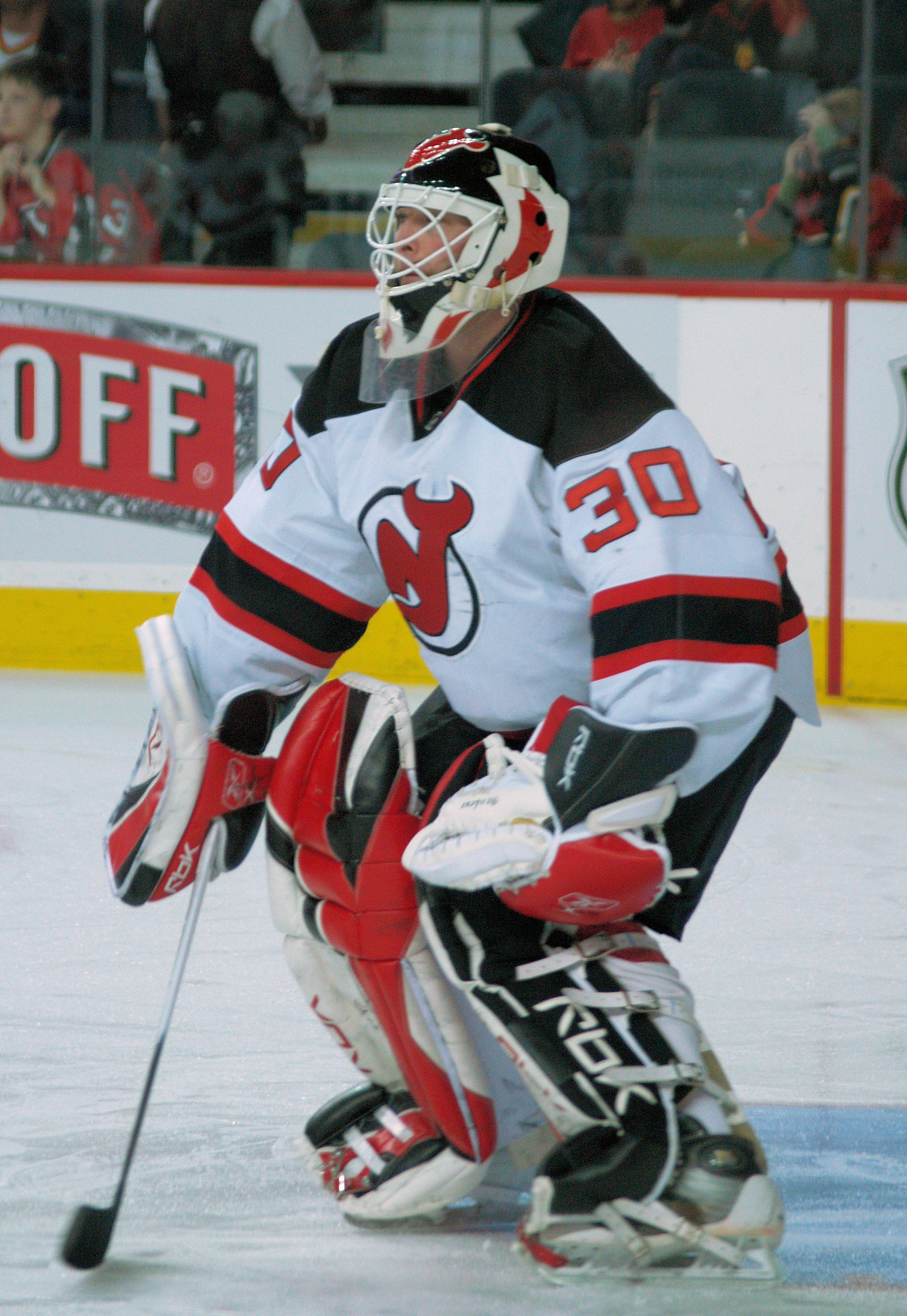
Equipación de los New Jersey Devils

El equipo comenzó a sufrir del descenso económico en el Cercano oeste. Para su segunda temporada, los Scouts vendieron apenas 2,000 de 8,000 boletos de la temporada y eran casi $1 millón en deuda. Debido a éstos la licencia de la franquicia fue cedida a Denver y fueron renobrados Colorado Rockies (NHL).
El equipo tuvo un comienzo grato en Colorado, ganando su primer juego 4-2 sobre Toronto. Tomaron ímpetu y parecían un equipo aspitante para la segunda fase, pero las cosas se derrumbaron en febrero, y los Rockies acabaron la temporada 1976-77 con un récord de 20-46-14. La siguiente temporada, a pesar de acabar con pocos triunfos, lograron vencer a Vancouver Canucks y dejarlos fuera de la segunda fase por dos puntos, pero fueron eliminados rápidamente por los Filadelfia Flyers en la primera ronda.
Antes de la temporada 1978-79, el dueño Jack Vickers vendió el equipo a Arturo Imperatore, que anunció que él deseaba mover al equipo a New Jersey Meadowlands. La NHL anuló el movimiento, requiriendo al equipo permanecer en Denver hasta que la Brendan Byrne Arena estuviese completa. En 1979, el equipo pone como técnico principal a la estrella de los Maple Leafs Lanny McDonald, pero a pesar de estos movimientos, los Rockies fijaron el peor récord de la liga. Jugaron las dos temporadas siguientes con la posibilidad de mudanza hasta el 27 de mayo de 1982, cuando el magnate John McMullen de Nueva Jersey compró al equipo y anunció que el movimiento largo y esperado a Nueva Jersey finalmente pasaría.
El equipo ahora estaría jugando en el medio de Nueva York - Nueva Jersey - Connecticut área del triple estado, hogar de los Nueva York Islanders campeón de la copa Stanley, así como los Nueva York Rangers.

### New Jersey

#### 1982-1993
Retitularon al equipo los New Jersey Devils diablos de New Jersey el 30 de junio de 1982. alrededor de 10 000 personas votaron en una competencia llevada a cabo por los periódicos locales para seleccionar el nombre, que son influenciadas por la leyenda del Jersey Devil, una criatura siniestra de cryptozoología que habita en el pino Barrens de New Jersey. El primer juego de los diablos terminó en un empate 3-3 ante los Pittsburgh Penguins. Su primer triunfo, fue un 3-2, vino a expensas de sus nuevos rivales del río Hudson, los New York Rangers. El equipo acabó con un récord de 17-49-14, poniéndolos tres puntos sobre el último lugar en la Patrick División.
En la temporada siguiente, luego de que los humillaran ante su público los Edmonton Oilers 13-4. Gretzky estuvo disgustado que el antiguo compañero de equipo Ron Low jugó por lo que él consideró un equipo inferior, y en una entrevista posterior al juego dijo:

Bien, es tiempo que consiguieran su acto juntos. Están arruinando a liga entera. Deben parar el funcionar de una organización del ratón Mickey y poner a alguien en el hielo.

Más tarde, Gretzky confesó en público que su comentario fue demasiado lejos, pero en privado mantuvo que su comentario era exacto. En la respuesta, muchos seguidores de los Devils llevaron puesta la playera de Mickey Mouse cuando los Oilers volvieron a visitar Nueva Jersey.
En la temporada 1983-84, los Devils recibieron el Juego de Estrellas de la NHL en la Brendan Byrne Arena. Glenn "Chico" Resch fue el ganador del trofeo Bill Masterton, y los Devils Joe Cirella consiguieron una meta para que ganara la Conferencia de Wales a la Conferencia Campbell por 7-6. Sin Embargo, el equipo no consiguió mucho éxito. El técnico principal Bill MacMillan fue despedidp a mitad de la temporada y sustituido por Tom McVie, y los Devils marcaron su peor registro en la historia del equipo, terminando 17-56-7. Después de la temporada, McVie fue sustituido por Doug Carpenter.
Mientras tanto, los Devils habían comenzado a entrenar un grupo de jugadores jóvenes. John MacLean, Kirk Muller, y Pat Verbeek todos complementaron el mando Resch. El récord del equipo mejoró cada temporada entre 1984 y 1987. Sin embargo, la presencia de los poderosos Islanders, Flyers y Capitals en la División Patrick significó que los Devils se encontraron en una batalla perdedora con los Rangers y Penguins para el último punto de desempate de la división.
Lamoriello se designó gerente general poco antes de la temporada de 1987-88. Este movimiento envió ondas expansivas a través de la liga. Aunque Lamoriello hubiera sido un técnico de colegio durante 19 años, él nunca había jugado, había entrenado, o había incursionado en la NHL.
Los Devils de la temporada 1987-88 lograron la primera marca ganadora en la historia de 13 años de la franquicia. Durante el último día de la temporada regular, ellos empataron con los Rangers, para el punto de desempate final en División Patrick. Después de que Nueva York derrotó a los Quebec Nordiques 3-0, todos los ojos estaban en los Devils, que jugaban contra Chicago Blackhawks en Chicago. Los Devils perdían 3-2 a mitad del partido fue durante el tercer período cuando John MacLean empató el juego, y con dos minutos tiempos extras, él añadió el gol de la victoria. Aunque los Rangers y los Devils terminaran con 82 puntos, los Devils tenían uno triunfo más, enviándolos a los desempates por segunda vez en la historia de la franquicia.
El equipo logró calificar a las finales de conferencia, pero perdió contra Boston Bruins en siete juegos. En aquella serie, el técnico principal Jim Schoenfeld insulto verbalmente al árbitro Koharski, gritando obscenidades y sugiriendo que el funcionario "tenga otro anillo de espuma". El incidente causó una suspensión para Schoenfeld, que la franquicia apeló al Tribunal Superior. Esta petición sin precedentes a autoridades fuera del NHL dio a los Devils una permanencia preliminar de la suspensión del técnico. En la protesta, el árbitro Dave Newell y los jueces de línea adjudicados boicotearon el siguiente partido de desempate de Boston y New Jersey. Para resolver el incidente, la NHL suspendió a Schoenfeld para el siguiente juego. Más tarde Schoenfeld confesó que él lamentó sus comentarios.
La temporada siguiente, los Devils terminaron otra vez debajo de.500 y no participaron en los partidos de desempate. Lamoriello hizo varios cambios de jugador en la posttemporada, notablemente al firmar de las dos primeras estrellas soviéticas en jugar en la NHL: Viacheslav Fetisov y Sergei Starikov. Los Devils adquirieron años antes via draft a Fetisov antes de entrar al draft de 1983, pero el gobierno soviético no permitía a Fetisov, ya que era un oficial del equipo como miembro del equipo nacional, que dejara el país. Un poco después, los Devils firmaron al defensa Alexei Kasatonov para acompañar a Fetisov.
El equipo cambió entrenadores a media temporada por cada una de las dos siguientes temporadas. Schoenfeld fue substituido por John Cunniff en 1989-90, y Tom McVie fue sustituido de nuevo a media temporada de 1990-91 y el equipo terminó eliminado por tercera vez consecutiva en primera ronda en 1991-92. Herb Brooks, quien entrenara el equipo de al equipo de 1980 " el Milagro sobre el Hielo ", fueron traído para la temporada 1992-93, pero cuando el equipo aún fue otra vez eliminado en la primera ronda, él fue despedido y sustituido con antiguos Montreal Canadiens como Jacques Lemaire.

### 1993-2003
Bajo el mando de Lemaire, el equipo rugió en la temporada regular 1993-94 con una alineación incluyendo los defensas Scott Stevens y Scott Niedermayer, y adelante Stephane Richer, John MacLean, Bobby Holik, y Claude Lemieux, y los porteros Chris Terreri y Martin Brodeur, que tuvo el honor de ser el mejor novato de la liga ganando el Calder Memorial Trophy. La primera temporada de 100 puntos de los Devils fue el segundo registro de la NHL detrás de los Nueva York Rangers. Sin embargo, debido al nuevo formato de partido de desempate de la NHL, los Devils fueron sembrados terceros en el Este. Los rivales que se encontraron en las Finales de Conferencia del Este fueron juegos memorables, a siete juegos. Los Diablos habían perdido las seis temporadas regulares al Blueshirts, pero habían avisado al mundo que ellos se levantaron para el desafío, después de que el Devil Stephane (Mejor anotador) anotó un gol en el segundo tiempo exta. Para el juego seis los Devils tenían la serie 3-2. Antes de que el capitán de los Rangers Mark Messier hiciera fama que los Rangers ganarían el juego seis. Manteniéndose fiel a su palabra, Messier condujo su equipo atrás, y conduciendo a los Rangers a una victoria de 4-2 (después de que los Devils levantaran un 0-2).
En el juego siete, el Devil Valeri Zelepukin empataro el juego que decidía la serie dejando solo 7.7 segundos, pero los Devils fueron derrotados en dobles tiempos extras, con un gol de Stephane Matteau. La serie es vista por muchos admiradores de hockey como una de las mejores series de desempate en la historia NHL.
En la temporada 2002/03 los Devils consiguieron su tercera Stanley Cup venciendo a Mighty Ducks of Anaheim.

### 2003-Actualidad
Los New Jersey Devils consiguieron su pase a la final de la stanley cup en la temporada 2011/12, aunque perdiéndola contra Los Angeles Kings

## Colores del equipo y mascota

### Escudo
El logotipo de los Devils es un monograma de las letras "N" y "J", con dos cuernos de diablo en lo alto de la "J" y una cola puntiaguda en el fondo. El monograma es rojo con un contorno negro, y se sienta dentro de un círculo negro abierto. El logotipo está en un campo de blanco en medio del pecho en ambos uniformes. Antes de la temporada de 1992, el círculo negro y el contorno eran verdes.

### Colores
Los colores del equipo son rojos, blancos y negros, y ellos son usados tanto en casa como en encuentros de visita. El uniforme de casa, que era el uniforme de visita del equipo hasta 2003 cuando la NHL decidió cambiarlo al uniforme de local, que es dominantemente rojo. Hay tres rayas blancas y negras, una a través de cada brazo y una a través de la cintura. El uniforme de visita es el antiguo uniforme de casa del equipo, color blanco con un diseño similar, salvo que las tres rayas son negras y rojas. Los hombros son cubiertos por negro en ambos uniformes. Antes de 1993, los uniformes eran verdes y rojos con rallas ligeramente diferente. Los Devils tienen que introducir un tercer uniforme, y son uno de los 3 equipos de la NHL (Detroit y Carolina son los demás) que nunca lo han tenido.

### Mascota
La mascota es NJ Devil ("Diablo de NJ"), un diablo alto de 2.13 metros que juega en el mito del Diablo de Jersey. El Diablo de NJ alegra la muchedumbre apasionada, da autógrafos, participa en el entretenimiento durante las interrupciones, patina sobre el hielo, y corre en todas partes de los pasillos de la Arena con cinco aficionados.
Antes de 1993, la mascota era "Slapshot", un disco de hockey grande que también se relacionaba con los aficionados. Sin embargo, el hombre dentro del traje, Brad Patrick Ebben, fue despedido después de que él incorrectamente tocó a tres mujeres mientras se encontraba disfrazado. Para quitar el estigma del pleito, Slapshot fue retirado y no ha vuelto desde entonces.

## Temporadas récord

### Resultados temporada por temporada
Note: JJ = Juegos Jugados, G = Ganados, P = Perdidos, E = Empates, PTE = Perdidos en Tiempo Extra, Pts = Puntos, GF = Goles a Favor, GC = Goles en Contra, PEM = Penaltis en minutos
Récords hasta el 2 de noviembre de 2006.
| Temporada | JJ            | G             | P             | E             | PTE           | Pts           | GF            | GC            | PEM           | Finalizó       | Playoffs |
| 1982-83   | 80            | 17            | 49            | 14            | —             | 48            | 230           | 338           | 1270          | 5.º, Patrick   | No Calificó |
| 1983-84   | 80            | 17            | 56            | 7             | —             | 41            | 231           | 350           | 1352          | 5.º, Patrick   | No Calificó |
| 1984-85   | 80            | 22            | 48            | 10            | —             | 54            | 264           | 346           | 1282          | 5.º, Patrick   | No Calificó |
| 1985-86   | 80            | 28            | 49            | 3             | —             | 59            | 300           | 374           | 1424          | 6.º, Patrick   | No Calificó |
| 1986-87   | 80            | 29            | 45            | 6             | —             | 64            | 293           | 368           | 1735          | 6.º, Patrick   | No Calificó |
| 1987-88   | 80            | 38            | 36            | 6             | —             | 82            | 295           | 296           | 2315          | 4.º, Patrick   | Ganó semifinales de División, 4-2 (Islanders) Ganó final de División, 4-3 (Capitals) Perdió Final de Conferencia, 3-4 (Bruins)                                                          |
| 1988-89   | 80            | 27            | 41            | 12            | —             | 66            | 281           | 325           | 2499          | 5.º, Patrick   | No Calificó |
| 1989-90   | 80            | 37            | 34            | 9             | —             | 83            | 295           | 288           | 1659          | 2.º, Patrick   | Perdió semifinales de División, 2-4 (Capitals) |
| 1990-91   | 80            | 32            | 33            | 15            | —             | 79            | 272           | 264           | 2024          | 4.º, Patrick   | Perdió semifinales de División, 3-4 (Penguins) |
| 1991-92   | 80            | 38            | 31            | 11            | —             | 87            | 289           | 259           | 1611          | 4.º, Patrick   | Perdió semifinales de División, 3-4 (Rangers) |
| 1992-93   | 84            | 40            | 37            | 7             | —             | 87            | 308           | 299           | 1815          | 4.º, Patrick   | Perdió semifinales de División, 1-4 (Penguins) |
| 1993-94   | 84            | 47            | 25            | 12            | —             | 106           | 306           | 220           | 1734          | 2.º, Atlántico | Ganó cuartos de final de Conferencia, 4-3 (Sabres) Ganó semifinales de conferencia, 4-2 (Bruins) Perdió final de Conferencia, 3-4 (Rangers)                                             |
| 1994-951  | 48            | 22            | 18            | 8             | —             | 52            | 136           | 121           | 787           | 2.º, Atlantic  | Ganó cuartos de final de Conferencia, 4-1 (Bruins) Ganó semifinales de conferencia, 4-1 (Penguins) Ganó final de Conferencia, 4-2 (Flyers) Campeón Copa Stanley, 4-0 (Red Wings)        |
| 1995-96   | 82            | 37            | 33            | 12            | —             | 86            | 215           | 202           | 1486          | 6.º, Atlántico | No Calificó |
| 1996-97   | 82            | 45            | 23            | 14            | —             | 104           | 231           | 182           | 1135          | 1.º, Atlántico | Ganó cuartos de final de Conferencia, 4-1 (Canadiens) Perdió semifinales de Conferencia, 1-4 (Rangers)                                                                                  |
| 1997-98   | 82            | 48            | 23            | 11            | —             | 107           | 225           | 166           | 1488          | 1.º, Atlántico | Perdió cuartos de final de Conferencia, 2-4 (Senators) |
| 1998-99   | 82            | 47            | 24            | 11            | —             | 105           | 248           | 196           | 1355          | 1.º, Atlántico | Perdió cuartos de final de Conferencia, 3-4 (Penguins) |
| 1999-00   | 82            | 45            | 24            | 8             | 5             | 103           | 251           | 203           | 1313          | 2.º, Atlántico | Ganó cuartos de final de Conferencia, 4-0 (Panthers) Ganó semifinales de Conferencia, 4-2 (Maple Leafs) Ganó final de Conferencia, 4-3 (Flyers) Campeón Copa Stanley, 4-2 (Stars)       |
| 2000-01   | 82            | 48            | 19            | 12            | 3             | 111           | 295           | 195           | 1235          | 1.º, Atlántico | Ganó cuartos de final de Conferencia, 4-2 (Hurricanes) Ganó semifinales de Conferencia, 4-3 (Maple Leafs) Ganó final de Conferencia, 4-1 (Penguins) Perdió final, 3-4 (Avalanche)       |
| 2001-02   | 82            | 41            | 28            | 9             | 4             | 95            | 205           | 187           | 1010          | 3.º, Atlántico | Perdió cuartos de final de Conferencia, 2-4 (Hurricanes) |
| 2002-03   | 82            | 46            | 20            | 10            | 6             | 108           | 216           | 166           | 938           | 1.º, Atlántico | Ganoo cuartos de final de Conferencia, 4-1 (Bruins) Ganó semifinales de Conferencia, 4-1 (Lightning) Ganó final de Conferencia, 4-3 (Senators) Campeón Copa Stanley, 4-3 (Mighty Ducks) |
| 2003-04   | 82            | 43            | 25            | 12            | 2             | 100           | 213           | 164           | 894           | 2.º, Atlántico | Perdió cuartos de final de Conferencia, 1-4 (Flyers) |
| 2004-052  | —             | —             | —             | —             | —             | —             | —             | —             | —             | —              | — |
| 2005-06   | 82            | 46            | 27            | —             | 9             | 101           | 242           | 229           | 938           | 1.º, Atlántico | Ganó cuartos de final de Conferencia, 4-0 (Rangers) Perdió semifinales de Conferencia, 1-4 (Hurricanes)                                                                                 |
| 2006-07   | En desarrollo | En desarrollo | En desarrollo | En desarrollo | En desarrollo | En desarrollo | En desarrollo | En desarrollo | En desarrollo | En desarrollo  | En desarrollo |
| Totals    | 1836          | 840           | 748           | 219           | 29            | 1928          | 5841          | 5738          | 33299         | —              | — |

1 Temporada corta.
2 Temporada cancelada.

### Récords Individuales

#### Temporada regular
- Más goles: Brian Gionta, 48 (2005-06)
- Más asistencias: Scott Stevens, 60 (1993-94)
- Más puntos: Patrik Elias, 96 (2000-01)
- Más penalizaciones en minutos: Krzysztof Oliwa, 295 (1997-98)
- Más puntos (defensa): Scott Stevens, 78 (1993-94)
- Más puntos (novato): Scott Gómez, 70 (1999-00)
- Más ganados: Martin Brodeur, 43 (1997-98, 1999-00, 2005-06)
- Más shutouts: Martin Brodeur, 11 (2003-04)
- Más goles en power play: Brian Gionta, 24 (2005-06)

#### Playoffs
- Más goles: Claude Lemieux, 13 (1994-95)
- Más goles por un defensa: Brian Rafalski, 7 (2000-01)
- Más asistencias: Scott Niedermayer, 16 (2002-03)
- Más puntos: Patrik Elias, 23 (9g,14a) (2000-01)
- Más puntos por un defensa: Brian Rafalski and Scott Niedermayer, 18 (2000-01, 2002-03)
- Más penalizaciones en minutos: Perry Anderson, 113 (1987-88)

## Roster Actual
hasta el 29 de noviembre de 2006. 
| Porteros | Porteros                  | Porteros         | Porteros | Porteros  | Porteros            |
| -------- | ------------------------- | ---------------- | -------- | --------- | ------------------- |
| #        |                           | Jugador          | Mano     | Adquirido | Lugar de Nacimiento |
| 30       | Bandera de Canadá         | Martin Brodeur   | L        | 1990      | Montreal, Quebec    |
| 40       | Bandera de Estados Unidos | Scott Clemmensen | L        | 1997      | Des Moines, Iowa    |

| Defensas | Defensas                  | Defensas          | Defensas | Defensas  | Defensas                      |
| -------- | ------------------------- | ----------------- | -------- | --------- | ----------------------------- |
| #        |                           | Jugador           | Tira     | Adquirido | Lugar de Nacimiento           |
| 2        | Bandera de Estados Unidos | David Hale        | L        | 2000      | Colorado Springs, Colorado    |
| 5        | Bandera de Canadá         | Colin White - A   | L        | 1996      | New Glasgow, Nueva Escocia    |
| 7        | Bandera de Estados Unidos | Paul Martin       | L        | 2000      | Minneapolis, Minnesota        |
| 21       | Bandera de Canadá         | Brad Lukowich     | L        | 2006      | Cranbrook, Columbia Británica |
| 24       | Bandera de Canadá         | Richard Matvichuk | L        | 2005      | Edmonton, Alberta             |
| 28       | Bandera de Estados Unidos | Brian Rafalski    | R        | 1999      | Dearborn, Míchigan            |
| 29       | Bandera de Suecia         | Johnny Oduya      | L        | 2006      | Estocolmo                     |

| Deltanteros | Deltanteros               | Deltanteros             | Deltanteros | Deltanteros | Deltanteros | Deltanteros                   |
| ----------- | ------------------------- | ----------------------- | ----------- | ----------- | ----------- | ----------------------------- |
| #           |                           | Jugadores               | Posición    | Tira        | Adquirido   | Lugar de Nacimiento           |
| 9           | Bandera de Estados Unidos | Zach Parise             | C           | L           | 2003        | Minneapolis, Minnesota        |
| 10          | Bandera de Estados Unidos | Erik Rasmussen          | C           | L           | 2003        | Minneapolis, Minnesota        |
| 11          | Bandera de Canadá         | John Madden - A         | C           | L           | 1997        | Barrie, Ontario               |
| 12          | Bandera de Estados Unidos | Jim Dowd                | C           | R           | 2006        | Brick, Nueva Jersey           |
| 14          | Bandera de Estados Unidos | Brian Gionta            | RW          | R           | 1998        | Rochester, New York           |
| 15          | Bandera de Estados Unidos | Jamie Langenbrunner - A | RW          | R           | 2002        | Cloquet, Minnesota            |
| 16          | Bandera de Canadá         | Jason Wiemer            | C           | L           | 2006        | Kimberley, Columbia Británica |
| 17          | Bandera de Estados Unidos | Michael Rupp            | RW          | L           | 2006        | Cleveland, Ohio               |
| 18          | Bandera de Rusia          | Sergei Brylin           | LW          | L           | 1992        | Moscú, URSS                   |
| 19          | Bandera de Canadá         | Travis Zajac            | C           | R           | 2004        | Winnipeg, Manitoba            |
| 20          | Bandera de Estados Unidos | Jay Pandolfo - A        | LW          | L           | 1993        | Winchester, Massachusetts     |
| 23          | Bandera de Estados Unidos | Scott Gómez             | C           | L           | 1998        | Anchorage, Alaska             |
| 25          | Bandera de Estados Unidos | Cam Janssen             | RW          | R           | 2002        | San Luis, Misuri              |
| 26          | Bandera de Checoslovaquia | Patrik Elias - C        | LW          | L           | 1994        | Trebic, República Checa       |

## Miembros de Honor
Los Devils han retirado dos números, ambos en 2006. El 3 de febrero retiraron el número 4 del defensa Scott Stevens quien jugó mucho tiempo y fue capitán, él jugó 13 temporadas con los Devils. El Devil de carrera Ken Daneyko número 3 fue retirado el 24 de marzo. Daneyko, fue un defensa, fue adquirido por el draft en 1982 y jugó 22 temporadas para los Devils.
Dos jugadores de los Devils han sido incorporados en el Salón de la Fama de Hockey. El defensa Viacheslav Fetisov, uno de los dos primeros jugadores soviéticos en la NHL, jugando para los Devils a partir de 1989 hasta 1995 y era un ayudante el entrenador de 1999-2002; él fue incorporado en 2001. Peter Stastny, un antiguo centro y uno de los mayores goleadores en los años 80, jugó para los Devils a partir de 1990 hasta 1993 y fueron incorporados en 1998. Antiguos entrenadores generales de los Devils como Jacques Lemaire (1993-1998) y Larry Robinson (2000-2002, 2005) habían sido jugadores antes de la incorporarse a la organización de los Devils. Herb Brooks (1992-1993), quien condujo a Estados Unidos en 1980 al equipo olímpico a la victoria en " el Milagro sobre el Hielo ", fue incorporadi en 2006.

## Líderes

### Capitanes del equipo
- Don Lever, 1982–1984
- Mel Bridgman, 1984–1987
- Kirk Muller, 1987–1991
- Bruce Driver, 1991–1992

- Scott Stevens, 1992–2005
- Scott Niedermayer, 2004  (interino)
- No captain, 2005–2006
- Patrik Elias, 2006– presente

Esta lista no incluye a los capitanes de los Kansas City Scouts y Colorado Rockies.

### Técnicos principales
- Bill MacMillan, 1982–1983
- Tom McVie, 1983–1984
- Doug Carpenter, 1984–1988
- Jim Schoenfeld, 1988–1989
- John Cunniff, 1989–1991
- Tom McVie, 1991–1992
- Herb Brooks, 1992–1993
- Jacques Lemaire, 1993–1998

- Robbie Ftorek, 1998–2000
- Larry Robinson, 2000–2002
- Kevin Constantine, 2002
- Pat Burns, 2002–2005
- Larry Robinson, 2005
- Lou Lamoriello, 2005–2006
- Claude Julien, 2006–presente

Esta lista no incluye a los técnicos de los Kansas City Scouts y Colorado Rockies.

### General
- «Kansas City Scouts records y estadísticas». La base de datos de Hockey en Internet. Consultado el 1 de septiembre de 2006.
- «Colorado Rockies records y estadísticas». La base de datos de Hockey en Internet. Consultado el 1 de septiembre de 2006.
- «New Jersey Devils records y estadísticas». La base de datos de Hockey en Internet. Consultado el 1 de septiembre de 2006.
- «Año por año resultados». New Jersey Devils. Archivado desde el original el 21 de septiembre de 2006. Consultado el 1 de septiembre de 2006.
- «Records temporada regular». New Jersey Devils. Archivado desde el original el 21 de septiembre de 2006. Consultado el 1 de septiembre de 2006.

1. ↑  «Historia de New Jersey Devils». CBS Sportsline. Consultado el 19 de noviembre de 2006.
2. ↑  «Newark Breaks Arena de Nueva Jersey». New Jersey Devils. 2005. Archivado desde el original el 8 de septiembre de 2006. Consultado el 30 de agosto de 2006.
3. ↑  «Devils visita a su rival Rangers por primera vez en '06–07». Associated Press. 2006. Archivado desde el original el 16 de octubre de 2007. Consultado el 14 de noviembre de 2006.
4. ↑  «Estadísticas finales:1990's». NHL.com. 2006. Archivado desde el original el 30 de mayo de 2009. Consultado el 13 de noviembre de 2006.
5. ↑  «Estadísticas finales:2000's». NHL.com. 2006. Archivado desde el original el 2 de junio de 2009. Consultado el 13 de noviembre de 2006.
6. ↑  «National Hockey League (NHL) Expansion History». Rauzulu's Street. Archivado desde el original el 11 de noviembre de 2020. Consultado el 30 de agosto de 2006.
7. 1 2  «Historia de Kansas City Scouts». Sports E-Cyclopedia. Tank Productions. Consultado el 25 de marzo de 2006.
8. ↑  «Historia de Colorado Rockies». Sports E-Cyclopedia. Tank Productions. Consultado el 25 de marzo de 2006.
9. ↑  Mifflin, Lawrie; Katz, Michael (1982-06-30). SCOUTING; 'Jersey Devils' Wins Name Poll. The New York Times. Archivado desde el original el 11 de mayo de 2020. Consultado el 14 de febrero de 2007.
10. ↑  «The Jersey Devil». Consultado el 30 de agosto de 2006.
11. 1 2  «Fechas históricas de los Devils» (PDF). 2005. Archivado desde el original el 24 de marzo de 2006. Consultado el 25 de marzo de 2006.
12. 1 2  «a History of the NJ Devils Hockey Team». Kat's Devils Den. Archivado desde el original el 11 de mayo de 2006. Consultado el 25 de marzo de 2006.
13. ↑  Biographies/New_Jersey.asp «Biografía de New Jersey Devils». Couchpotatohockey. Consultado el 25 de marzo de 2006.
14. ↑  http://www.sportsecyclopedia.com/nhl/nj/njdevils.html New Jersey Devils en SportsEcyclopedia
15. ↑  «Jim Schoenfeld: El incidente con Koharski». HockeyDraftCentral.com.
16. ↑  https://web.archive.org/web/20110615185525/http://www.legendsofhockey.net/html/spot_oneononep200101.htm Uno a uno con Viacheslav Fetisov
17. 1 2  «New Jersey Devils historia». Deporte E-Cyclopedia. Tank Productions. 25 de marzo de 2006. Consultado el 25 de marzo de 2006.
18. ↑  «Ganadores del Calder Trophy». Stats Hockey. Archivado desde el original el 8 de abril de 2001. Consultado el 25 de noviembre de 2006.
19. ↑  Karol, Kristofer (27 de enero de 2003). «La NHL cambia el uniforme». State News. Archivado desde el original el 11 de octubre de 2007. Consultado el 30 de agosto de 2006.
20. ↑  «NJ Devil - La mascota oficial de los New Jersey Devils». New Jersey Devils. 2003. Archivado desde el original el 20 de mayo de 2006. Consultado el 30 de agosto de 2006.
21. ↑  Hart, Jon (29 de noviembre de 2001). Former Eagles mascot Dean Schoenewald is still crazy after all these years. Archivado desde el original el 19 de julio de 2005. Consultado el 30 de agosto de 2006.
22. ↑  «Números retirados de los Devils: Stevens, Daneyko». CBC Sports. 2006. Consultado el 13 de noviembre de 2006.
23. ↑  «Starry Noche que entra al Salón de la Fama». NHL.com. 2006. Archivado desde el original el 14 de mayo de 2008. Consultado el 13 de noviembre de 2006.
24. ↑  «Peter Stastny». HHOFlegendsclassic.com. 2006. Archivado desde el original el 12 de julio de 2007. Consultado el 13 de noviembre de 2006.
25. ↑  «Salón de la Fama de Hockey - Miembros». Hockey Digest. 2006. Consultado el 13 de noviembre de 2006.